# NGC 507
NGC 507 је елиптична галаксија у сазвежђу Рибе која се налази на NGC листи објеката дубоког неба.
Деклинација објекта је + 33° 15' 24" а ректасцензија 1h 23m 40,0s. Привидна величина (магнитуда) објекта NGC 507 износи 11,3 а фотографска магнитуда 12,3. Налази се на удаљености од 67,209 милиона парсека од Сунца. NGC 507 је још познат и под ознакама UGC 938, MCG 5-4-44, CGCG 502-67, ARP 229, VV 207, PGC 5098.